# Шнорр фон Карольсфельд, Фейт Ханс
Фейт Ханс Шнорр фон Карольсфельд (нем. Veit Hanns Schnorr von Carolsfeld; 11 мая 1764, Шнеберг — 30 апреля 1841, Лейпциг) — немецкий живописец, рисовальщик, акварелист и гравёр периода романтизма, отец и первый учитель братьев Людвига Фердинанда и Юлиуса Шнорр фон Карольсфельдов.

## Биография
Фейт Ханс Шнорр фон Карольсфельд родился 11 мая 1764 года в городе Шнеберге (Саксония) и был восьмым из шестнадцати детей в семье акцизного инспектора Иоганна Готтлоба Шнорра фон Карольсфельда (1713—1788) и его жены Шарлотты Софии Шнорр фон Карольсфельд, урождённой Лаурентиус (1720—1798). Его прадедом по отцовской линии был купец железа и кобальта Фейт Ханс Шнорр фон Карольсфельд (1644—1715). Семья бала родом из Швеции или Исландии, но несколько столетий проживала в Шнеберге.
Поступив в 1784 году на юридический факультет Лейпцигского университета, Фейт Ханс после смерти отца решил посвятить себя искусству, которое любил с самого детства. В 1788 году он переехал в Кёнигсберг, а в конце 1789 года в Магдебург, затем в 1790 году вернулся в Лейпциг и учился рисунку и живописи у знаменитого Адама Фридриха Эзера.
Он писал картины, иллюстрировал произведения Виланда и Клопштока для издательства Г. И. Гёшена («Göschen») и работал театральным декоратором. Художник принадлежал к кругу друзей поэта Иоганна Готфрида Зойме.
В 1801 году Шнорр фон Карольсфельд сопровождал Зойме до Вены в его пешеходном путешествии в Сицилию через Австрию, Италию и обратно через Париж. Это путешествие Зойме описал в книге «Прогулка в Сиракузы» (Spaziergang nach Syrakus, 1803).
Шнорр фон Карольсфельд вернулся в Лейпциг в 1802 году через Вену, Париж и Страсбург. В 1803 году он стал младшим преподавателем Лейпцигской Академия живописи (Akademie für Malerey). После смерти в 1812 году Иоганна Фридриха Августа Тишбейна он стал в 1816 году директором Лейпцигской академии и занимал эту должность до своей смерти в 1841 году.
В дальнейшем Шнорр фон Карольсфельд посвятил себя портретной и миниатюрной живописи, писал портреты знаменитых людей своего времени (многие из них в дальнейшем переводили в гравюры). Другие картины были основаны на темах современной поэзии. Он сам выполнял многие гравюры, а также разрабатывал эскизы для скульптур. Он также писал теоретические работы по преподаванию рисунка и живописи. Изданное им в Лейпциге «Руководство к изучению рисования» (1810) пользовалось в первой половине XIX века большой популярностью.
Фейт Ханс Шнорр фон Карольсфельд скончался 30 апреля 1841 года в Лейпциге и был похоронен на Старом кладбище Святого Иоанна. Автопортрет художника из частной коллекции был представлен в 1906 году на «Столетней Дрезденской выставке» (Dresdner Jahrhundertausstellung).

## Семья
Фейт Ханс Шнорр фон Карольсфельд был дважды женат. Его первой женой была Юлиана Кристиана Ланге (1766—1815). После своей первой жены в 1797 году он снова женился на Элеоноре Вильгельмине Ирмиш (1773—1851), дочери филолога-классика и директора школы в Плауэне (Фогтланд) Готлиба Вильгельма Ирмиша (1732—1794) и его жены Фридерики Генриетты Элеоноры Ирмиш, урождённой Шлегель (1748—1825), дочери Иоганна Лебрехта Шлегеля (1717—1754) и племянницы поэта и священнослужителя Иоганна Адольфа Шлегеля (1721—1793), который был отцом братьев Августа Вильгельма Шлегеля (1767—1845) и Фридриха Шлегеля (1772—1829).
Двое его сыновей также стали выдающимися художниками:
- Людвиг Фердинанд Шнорр фон Карольсфельд (1788—1853)
- Юлиус Шнорр фон Карольсфельд (1794—1872)

У Фейта Ханса Шнорра фон Карольсфельда также была дочь от второго брака:
- Шарлотта Шнорр фон Карольсфельд (1806—1877), в 1833 году вышла замуж за юриста Августа Отто Круга[нем.] (1805—1867).

## Галерея
- Фейт Ханс Шнорр фон Карольсфельд в своей мастерской
- Фридрих Рохлиц. 1820. Бумага, акварель. Музей Гёте, Дюссельдорф
- Портрет Иоганна Готфрида Зойме. 1798. Холст, масло. Глеймхаус, Хальберштадт
- Портрет Юлианы Отилии Шнорр фон Карольсфельд с белым голубем. Между 1808 и 1809. Холст, масло. Частное собрание